# Merl (Luxemburg)

Merl in Luxemburg-Stadt

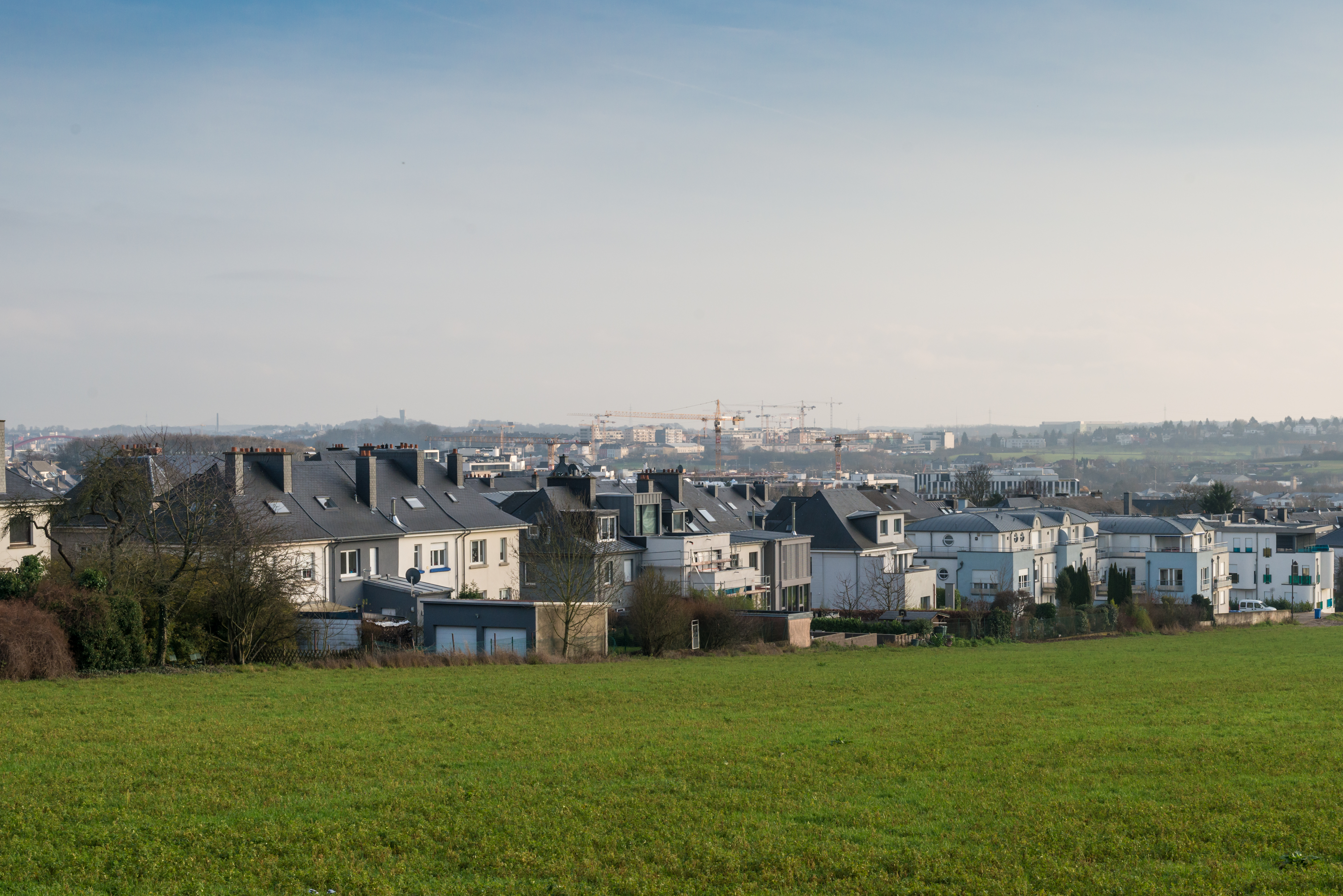
Merl

Merl (luxemburgisch Märelⓘ) ist ein Stadtteil im Westen von Luxemburg-Stadt. Ende 2018 lebten 5.955 Personen im Quartier. Die Fläche des Stadtteils beträgt 242 Hektar. Die Anwohnerzahl wächst stetig.

## Geschichte
Bis 1920 gehörte Merl noch zur damals eigenständigen Gemeinde Hollerich.

## Sehenswürdigkeiten
- Kirche St. Gangolf von 1882

## Sport
Der Fußballverein FC Red Star Merl-Belair ist in Merl beheimatet.
Der Polo Club Luxemburg ist in Merl beheimatet.